# Мечеть Дімауком
6°55′40″ пн. ш. 124°24′54″ сх. д. / 6.92775° пн. ш. 124.41502777778° сх. д.
Мечеть Дімауком або Рожева мечеть (араб. مسجد ديماوكوم) — мечеть у Дату Сауді Ампатуані, Магінданао, Філіппіни. 

## Історія
Будівництво мечеті фінансував тодішній мер Самсудін Дімауком під керівництвом президента Ніноя Акіно. Земля, на якій була побудована мечеть, була власністю родини мера. Мечеть була пофарбована в рожевий колір, щоб символізувати мир і любов, і була побудована християнськими робітниками, щоб символізувати єдність і міжконфесійне братерство.